# باک کارتالیان
باک کارتالیان (انگلیسی: Buck Kartalian؛ ‏ ۱۳ اوت ۱۹۲۲ – ۲۴ مهٔ ۲۰۱۶) یک بازیگر و ورزشکار حرفه‌ای کُشتی اهل ایالات متحده آمریکا بود. وی بین سال‌های ۱۹۵۳ تا ۲۰۰۶ میلادی فعالیت می‌کرد.
از فیلم‌ها یا مجموعه‌های تلویزیونی که وی در آن‌ها نقش داشته‌است می‌توان به آقای رابرتس، لوک خوش‌دست، سیاره میمون‌ها، فتح سیاره میمون‌ها، جوسی ولز یاغی، صخره، تامکتس، چرخش سوم، بی‌حرکت ایستادن، میرا برکینریج، هشت روز در هفته و لطفاً مادرم را نخور اشاره نمود.